# Clara Grunwald

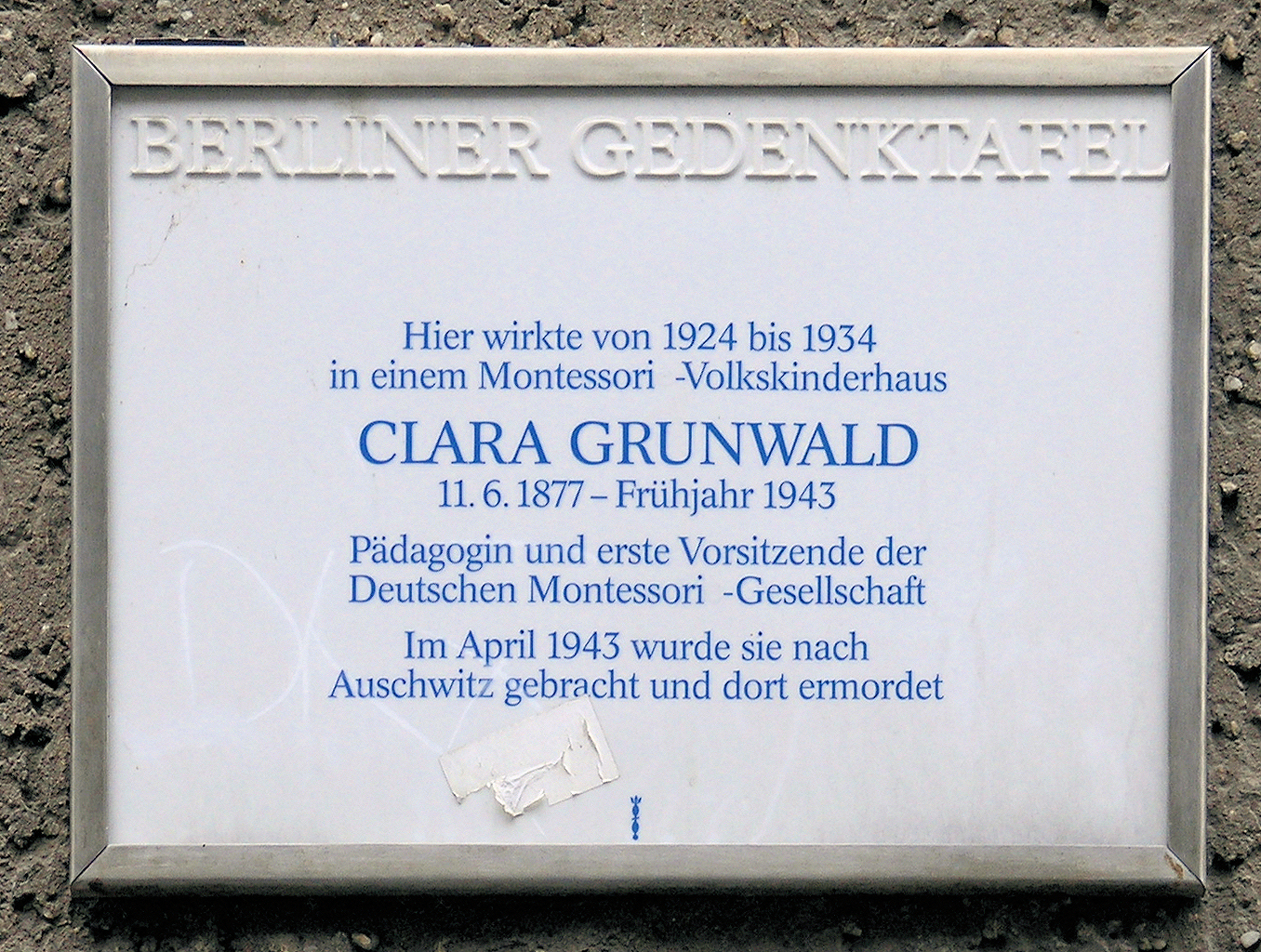
Berliner Gedenktafel am Haus Scharnweberstraße 19, in Berlin-Friedrichshain

Clara Grunwald (* 11. Juni 1877 in Rheydt (heute Stadtteil von Mönchengladbach); † April 1943 im KZ Auschwitz-Birkenau) war eine deutsche Lehrerin und Protagonistin der Montessori-Pädagogik.

## Leben und Wirken

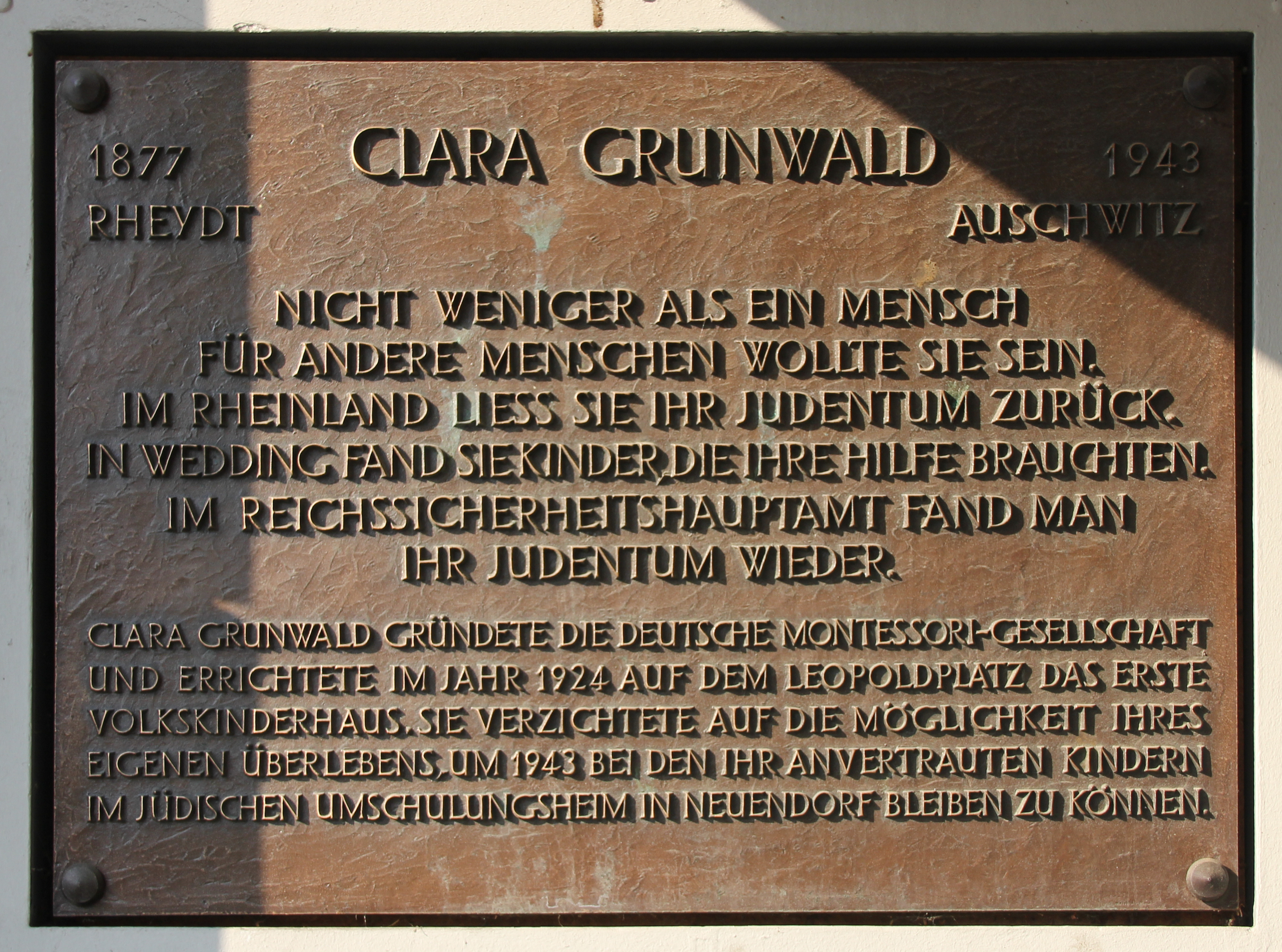
Gedenktafel am Haus, Ruheplatzstraße 13, in Berlin-Wedding

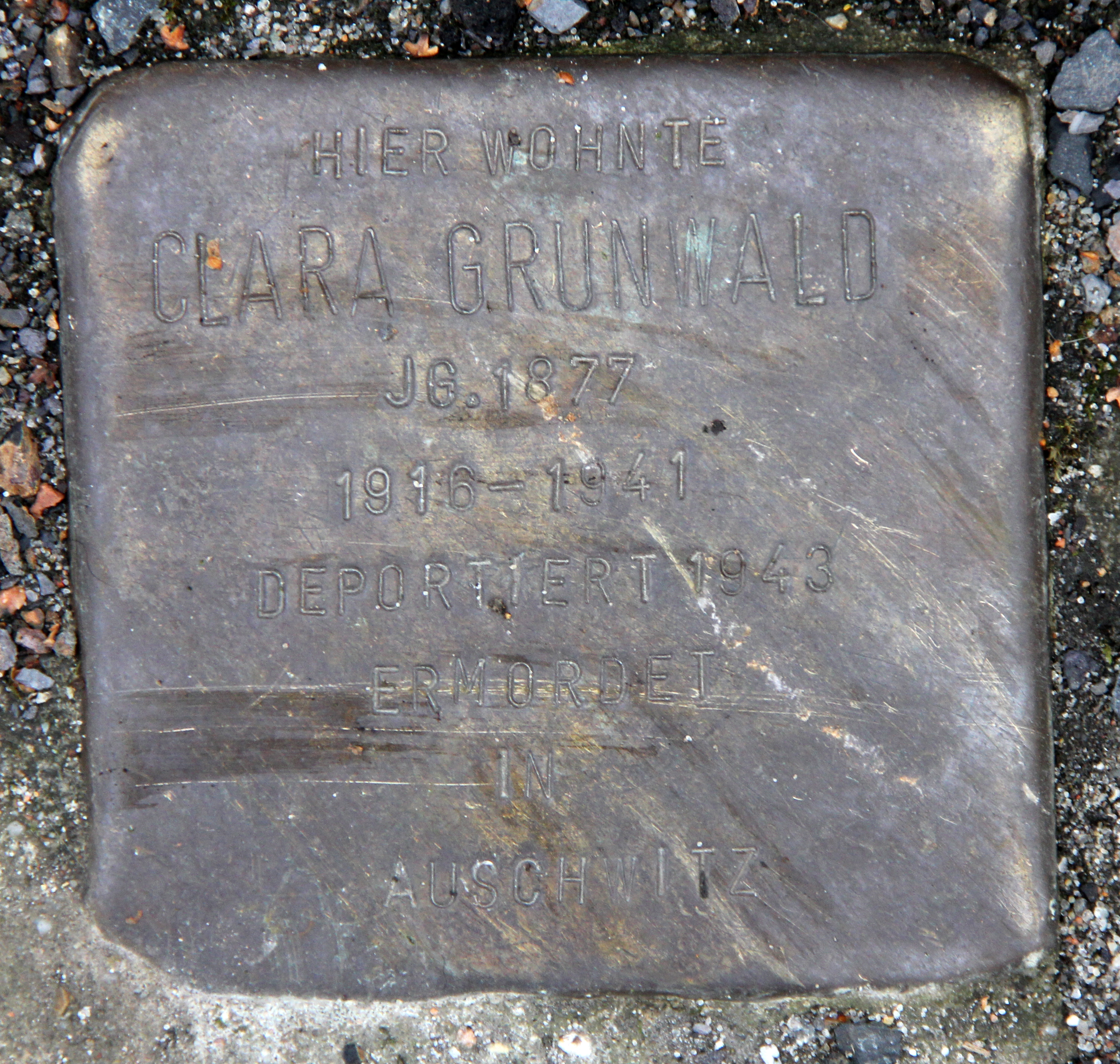
Stolperstein, Klopstockstraße 19, in Berlin-Hansaviertel

Clara Grunwald war das älteste von elf Kindern des Textilkaufmanns Bernhard Grunwald und dessen Ehefrau Rosalie, geb. Aberle. Die Familie wurde nach mehreren Umzügen innerhalb des Rheinlandes 1883 in Schöneberg (damals noch ein Vorort von Berlin) ansässig. Clara Grunwald absolvierte eine Höhere Mädchenschule und ein Lehrerinnenseminar. Nach dem Examen 1896 unterrichtete sie als Lehrerin an verschiedenen Schulen Berlins, beispielsweise als Mittelschullehrerin an der Luise-Otto-Peters-Schule in der Gubener Straße 53 in Friedrichshain.
1913 kam Clara Grunwald durch das klassische Werk der Reformpädagogik von Maria Montessori, das heute unter dem Titel Die Entdeckung des Kindes bekannt ist, in Kontakt mit der neuen Erziehung. Die Gedanken der italienischen Ärztin und Pädagogin entsprachen ihrem pädagogischen Verständnis. Jedoch erst nach dem Ersten Weltkrieg konnte sich Clara Grunwald für die Montessori-Pädagogik einsetzen.
Unterstützt von der ausgebildeten Montessori-Pädagogin Elsa Ochs gründete sie 1919 das Montessori-Komitee. Zwei Jahre später erfolgte die Gründung der Gesellschaft der Freunde und Förderer der Montessori-Methode in Deutschland. 1925 schlossen sich beide Organisationen zur Deutschen Montessori Gesellschaft (DMG) zusammen, deren Leitung Clara Grunwald übernahm.
Erst 1921 absolvierte sie einen von Maria Montessori in London durchgeführten Montessori-Kurs, führte mit Elsa Ochs 1923 den ersten deutschen Ausbildungskurs für Montessori-Pädagogik durch, lud Maria Montessori persönlich für Vorträge ein, richtet in ihrer Wohnung in der Cuxhavener Straße 18 in Tiergarten eine Montessori-Sprechstunde ein, veröffentlichte einige Werke über die Montessori-Pädagogik und sorgte allgemein für eine intensive Öffentlichkeitsarbeit, vor allem in Form von Vorträgen mit Lichtbildern über diverse Montessori-Einrichtungen.
An der 1919 erfolgten Eröffnung des ersten Montessori-Kinderhauses in Lankwitz ist sie maßgeblich beteiligt gewesen. Auf ihre Initiative hin wurden 1924 im Berliner Arbeiterviertel Wedding und 1925 in der Gemeindeschule Scharnweberstraße 19 in Friedrichshain (damals Berlin-Lichtenberg) weitere Montessori-Volkskinderhäuser gegründet. Bis 1934 wirkte sie am Montessori-Kinderhaus in der Scharnweberstraße.
Mit besonderem persönlichen Engagement unterstützte sie ihre jüngere Schwester Emmy Bergmann, die in Freiburg/Br. in ihrem Montessori-Kinderhaus, neben Kindern im Vorschulalter auch vom Schulbesuch zurückgestellte Kinder betreute, und dort 1927 einen Zweigverein der DMG ins Leben rief. 1929 wurde auf Initiative der beiden Schwestern eine 1. Versuchs-Volksschulklasse nach der Montessori-Methode unterrichtet. Der Schulversuch fand bei Eltern, Lehrkräften und der behördlichen Schuladministration hohes Lob.
Ende des Jahres 1926 kam es zum Konflikt zwischen Clara Grunwald und Maria Montessori, der beide Frauen unwiderruflich trennte. Trotzdem setzte sich Clara Grunwald so lange als möglich für die neue Erziehung ein, die sich in Deutschland zu etablieren begann, bis die Machtübernahme der Nationalsozialisten dieser Entwicklung ein Ende setzte.
Clara Grunwald wurde wegen ihrer jüdischen Herkunft Anfang 1933 mit dem Gesetz zur Wiederherstellung des Berufsbeamtentums aus dem Schuldienst entlassen. Auch wurde ihr jedes Engagement für die Montessori-Pädagogik verboten. Aber Clara Grunwald blieb nicht untätig. Sie organisierte im Untergrund mit den Quäkern, insbesondere mit ihrer jungen Freundin Clothilde Freiin Schenk zu Schweinsberg, die Ausreise von Juden aus Deutschland, versteckte Bedrängte in ihrer Wohnung oder bei Freunden, besorgte Lebensmittelkarten und dergleichen mehr. Sie selbst dachte nicht daran, Deutschland zu verlassen.
Im Oktober 1941 kam sie in das Landwerk Neuendorf im Sande, das von Martin Gerson und seiner Ehefrau Bertel, Clara Grunwalds Pflegetochter, geleitet wurde. In der Hachschara-Einrichtung unterrichtete sie die Kinder. Das von den Nazibehörden erlassene Schreibverbot umging sie mit viel Fantasie. So ließ sie beispielsweise die Kinder mit Stöcken in den Sand schreiben.
1942 begannen die ersten Deportationen aus dem Landwerk. Clara Grunwald wurde zusammen mit ihrer Freundin der letzten Jahre, der Fotografin Charlotte Joël, in der letzten großen Gruppe mit dem 37. Osttransport in das KZ Auschwitz-Birkenau deportiert, der Berlin am 19. April 1943 verließ. Es ist zu vermuten, dass sie unmittelbar in die Gaskammer geschickt wurde.

## Ehrungen

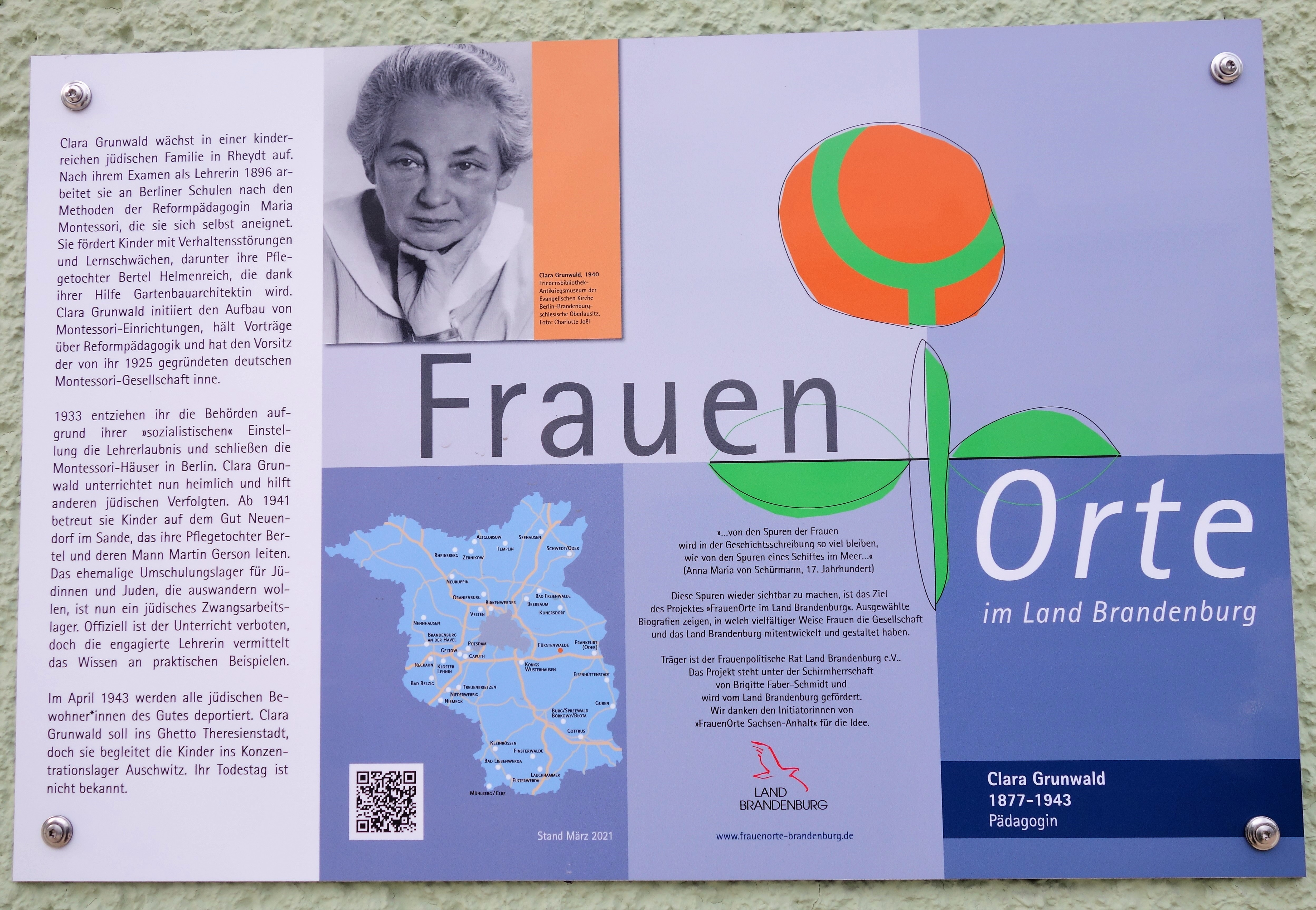
FrauenOrte-Tafel für Clara Grunwald am Bahnhof von Fürstenwalde/Spree

Das Land Berlin hat im Ortsteil Rummelsburg, die Stadt Mönchengladbach im Stadtteil Rheydt jeweils eine Straße nach der Nestorin der Montessori-Pädagogik in Deutschland benannt. Seit 1988 erinnert am Gutshaus in Neuendorf im Sande eine Gedenktafel an die Pädagogin. 2015 wurde durch das Projekt "FrauenOrte im Land Brandenburg" eine Gedenktafel am Bahnhofsgebäude von Fürstenwalde/Spree aufgehängt. Einige Montessori-Einrichtungen tragen ihren Namen. Im Ortsteil Wedding wurde eine Jugendeinrichtung nach Clara Grunwald benannt, da eines der ersten Montessori-Kinderhäuser sich in der Nachbarschaft befand (Leopoldplatz). Außerdem tragen mehrere Grundschulen, wie die im Hamburger Stadtteil Allermöhe, im Freiburger Stadtteil Rieselfeld und im Berliner Stadtteil Kreuzberg ihren Namen.

## Werke (Auswahl)
- Über die Methode der wissenschaftlichen Pädagogik der Ärztin und Psychologin Dr. Maria Montessori. In: Die Neue Erziehung. H. 10, 1920, S. 421–426.
- Die Montessori-Methode, Hrsg.: Paul Oestreich. In: Schöpferische Erziehung. Berlin 1920, S. 32–35.
- Die Montessori-Methode. In: Zeitschrift für christliche Erziehungswissenschaft und Schulpolitik. H. 8, 1921, S. 321–324.
- Das Kind ist der Mittelpunk. Hrsg. Axel Holtz. Ulm 1995.
- Montessori-Erziehung in Familie, Kinderhaus und Schule. Berlin o. J.